# Floresta (Pernambouc)
Floresta est une municipalité brésilienne située dans l'État du Pernambouc.